# سونیک هلت‌کر
سونیک هلت‌کر (انگلیسی: Sonic Healthcare) شرکت تجهیزات پزشکی استرالیایی است، که در سال ۱۹۸۷ تأسیس شد.